# Hologymnosus
Hologymnosus – rodzaj ryb okoniokształtnych z rodziny wargaczowatych.

## Klasyfikacja
Gatunki zaliczane do tego rodzaju:

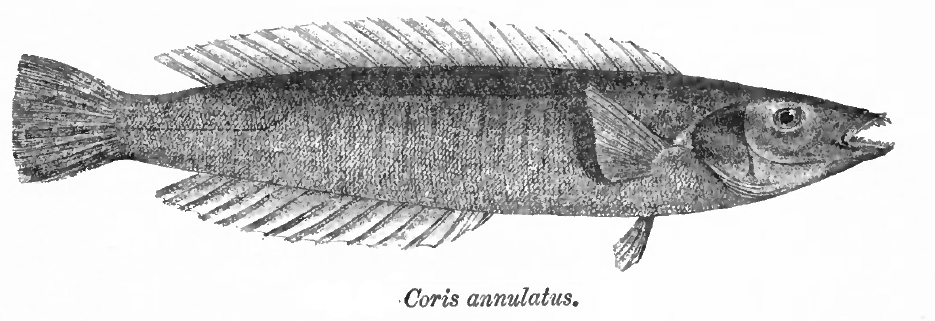
Hologymnosus annulatus
- Hologymnosus doliatus
- Hologymnosus longipes
- Hologymnosus rhodonotus

- Hologymnosus annulatus